# Mahićno
Mahično ili Mahićno naselje je u Republici Hrvatskoj, u sastavu Grada Karlovca, Karlovačka županija. U naselju se nalazi ušće Dobre u Kupu. 

## Stanovništvo
Prema popisu stanovništva iz 2001. godine, naselje je imalo 546 stanovnika te 170 obiteljskih kućanstava.
| broj stanovnika | 212   | 239   | 230   | 272   | 257   | 241   | 261   | 367   | 410   | 447   | 507   | 600   | 646   | 648   | 546   | 522   | 456   |
|                 | 1857. | 1869. | 1880. | 1890. | 1900. | 1910. | 1921. | 1931. | 1948. | 1953. | 1961. | 1971. | 1981. | 1991. | 2001. | 2011. | 2021. |

## Poznate osobe
- Antun Čorić de Monte Creto, hrvatski podmaršal i ministar rata u Habsburškoj Monarhiji
- Bojan Kodrič, hrvatski pjevač zabavne glazbe, kantautor i pjesnik